# 17e sessie van de Commissie voor het Werelderfgoed

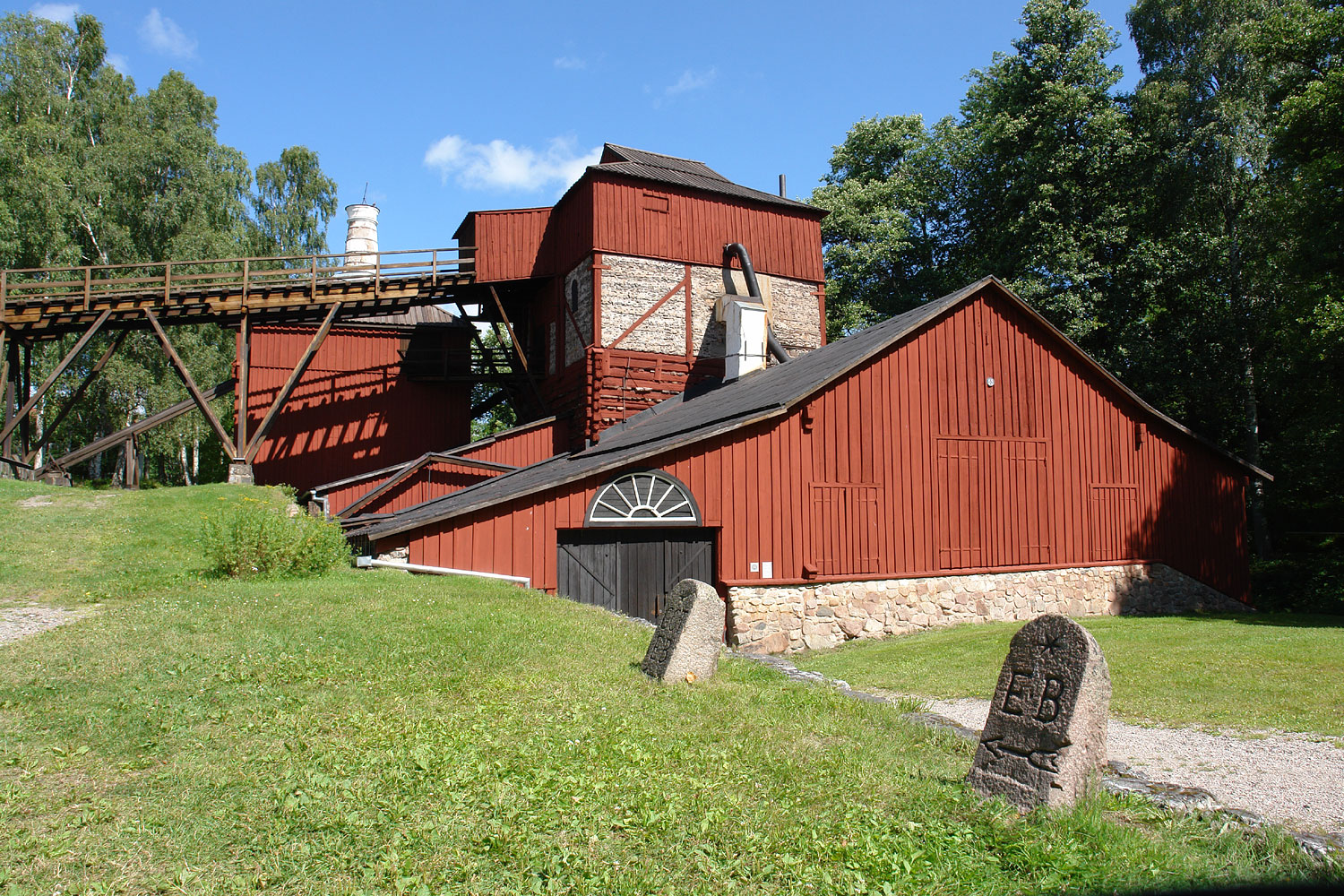
Hoogovens van Engelsberg in Zweden

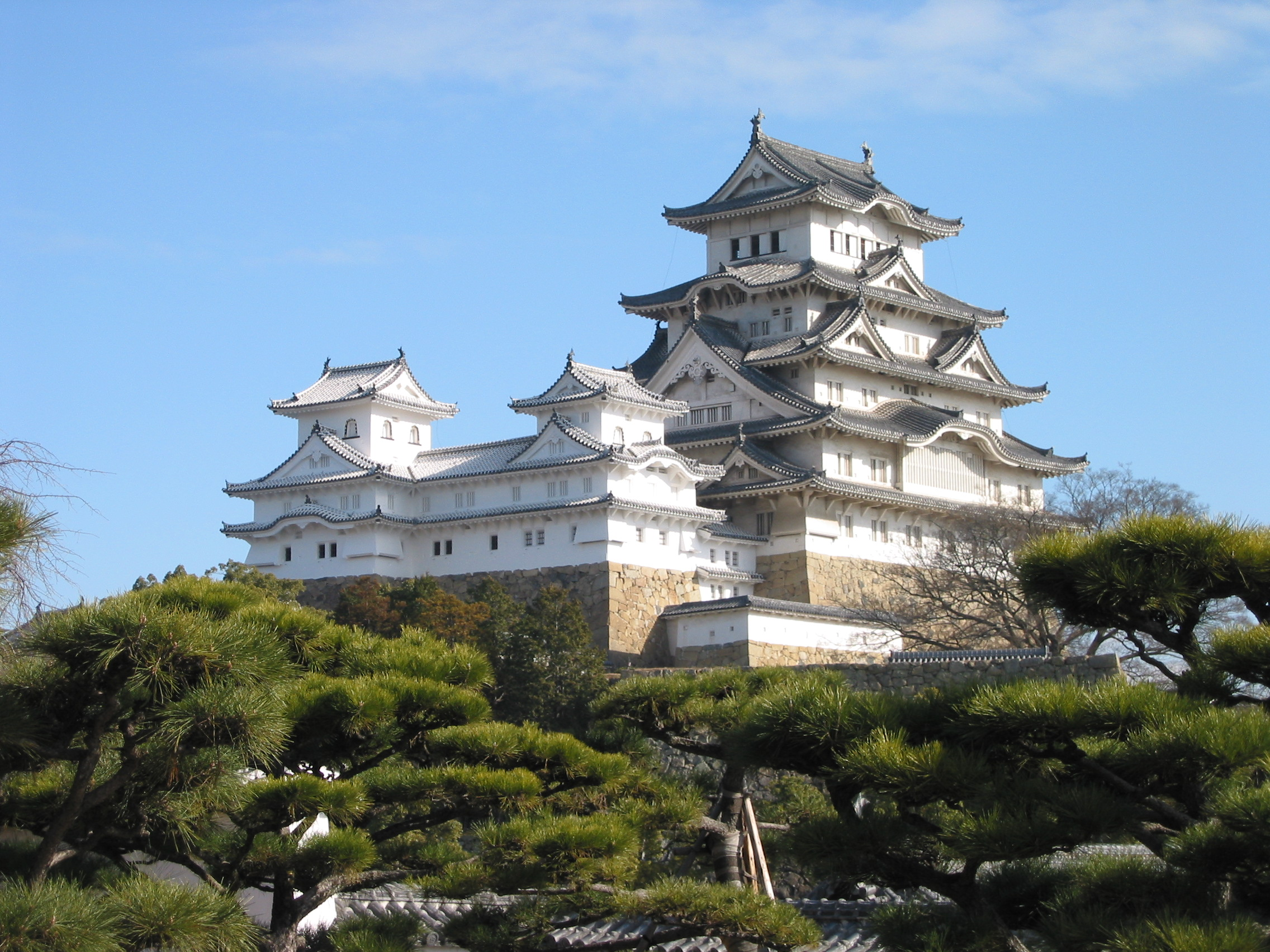
Kasteel Himeji in Japan

De 17e sessie van de Commissie voor het Werelderfgoed van UNESCO vond van 6 december tot 11 december 1993 plaats in Cartagena in Colombia. Er werden 33 nieuwe omschrijvingen aan de werelderfgoedlijst toegevoegd. Hiervan waren 29 dossiers met betrekking tot cultureel erfgoed en 4 met betrekking tot natuursites. Het totale aantal inschrijvingen komt hiermee op 411 (305 cultureel erfgoed, 15 gemengde omschrijvingen en 91 natuurlijk erfgoed). Op de lijst van bedreigd werelderfgoed of rode lijst werd een locatie toegevoegd.

## Wijzigingen in 1993
In 1993 zijn de volgende locaties toegevoegd:

### Cultureel erfgoed
- Duitsland: Bamberg
- Duitsland: Abdij van Maulbronn
- El Salvador: Archeologisch Joya de Cerén
- Filipijnen: Barokkerken van de Filipijnen
- Ierland: Archeologisch ensemble van de Bend of the Boyne (Brú na Bóinne)
- India: Humayuns tombe, Delhi
- India: Qutb Minar en zijn monumenten, Delhi
- Italië:  Sassi en het park met de rotskerken van Matera
- Japan: Boeddhistische monumenten in het Horyu-ji gebied
- Japan: Kasteel Himeji
- Jemen: Historische stad Zabid
- Mexico: Historisch centrum van Zacatecas
- Mexico: Rotstekeningen van de Sierra de San Francisco
- Oezbekistan: Historische centrum van Buchara
- Paraguay: Jezuïetenmissies van La Santísima Trinidad de Paraná en Jesús de Tavarangue
- Roemenië: Dorpen met weerkerken in Transsylvanië (uitgebreid in 1999)
- Roemenië: Klooster van Horezu
- Roemenië: Verrijzeniskerk van het klooster van Sucevița (uitgebreid in 2010)
- Rusland: Architectonisch ensemble van de Triniti Sergius Lavra in Sergiev Posad
- Slowakije: Vlkolínec
- Slowakije: Historische stad Banská Štiavnica en de technische monumenten in de omgeving
- Slowakije: Levoča, Spišský hrad en bijbehorende cultuurmonumenten (uitgebreid in 2009)
- Spanje: Archeologisch ensemble van Mérida
- Spanje: Koninklijk klooster van Santa Maria de Guadalupe
- Spanje: Pelgrimsroute naar Santiago de Compostella
- Venezuela: Coro met zijn haven
- Vietnam: Complex van Huémonumenten
- Zweden: Birka en Hovgården
- Zweden: Hoogovens van Engelsberg

### Natuurerfgoed
- Filipijnen: Maritiem park van de Tubbataha-riffen (uitgebreid in 2009)
- Japan: Yakushima
- Japan: Shirakami-Sanchi
- Mexico: Walvisreservaat van El Vizcaino

### Uitbreidingen
In 1993 werd de volgende locatie uitgebreid:
- Nationaal park Tongariro in Nieuw-Zeeland (in 1990 erkend als natuurlijk erfgoed, in 1993 bijkomend als cultuurerfgoed en dus gemengd erfgoed)

### Verwijderd van de rode lijst
In 1993 zijn geen locaties verwijderd van de rode lijst.

### Toegevoegd aan de rode lijst
In 1993 werd de volgende locatie toegevoegd aan de lijst van bedreigd werelderfgoed of rode lijst.
- Nationaal park Everglades in de Verenigde Staten na de doortocht van orkaan Andrew (het park bleef tot 2007 op de rode lijst)

1977 · 
1978 · 
1979 · 
1980 · 
1981 · 
1982 · 
1983 · 
1984 · 
1985 · 
1986 · 
1987 · 
1988 · 
1989 · 
1990 · 
1991 · 
1992 · 
1993 · 
1994 · 
1995 · 
1996 · 
1997 · 
1998 · 
1999 · 
2000 · 
2001 · 
2002 · 
2003 · 
2004 · 
2005 · 
2006 · 
2007 · 
2008 · 
2009 · 
2010 · 
2011 · 
2012 · 
2013 · 
2014 · 
2015 · 
2016 · 
2017 · 
2018 · 
2019 · 
2020-2021 ·
2022-2023 ·
2024 ·
2025